# Landavran
Landavran é uma comuna francesa na região administrativa da Bretanha, no departamento Ille-et-Vilaine. Estende-se por uma área de 5 km². Em 2010 a comuna tinha 715 habitantes (densidade: 143 hab./km²).